# Darío Pereyra
Darío Pereyra, vollständiger Name Alfonso Darío Pereyra Bueno, (* 20. Oktober 1956 in Sauce) ist ein ehemaliger uruguayischer Fußballspieler und -trainer.

## Spielerlaufbahn

### Verein
Der 1,84 Meter große Abwehrspieler Darío Pereyra, Cousin des Fußballspielers Gustavo Bueno, begann mit dem Fußballspielen im sogenannten „baby-fútbol“ bei Urreta. Er gehörte von 1975 bis 1977 dem Kader des Club Nacional de Football in der Primera División an. Sein Debüt in der höchsten uruguayischen Spielklasse feierte er dabei bereits 1975. 1977 wurden die Bolsos Uruguayischer Meister. Ob Pereyra dieser Titel zuzuschreiben ist, lässt sich nach derzeitiger Quellenlage nicht abschließend beurteilen. Seine weiteren Karrierestationen waren sodann die brasilianischen Vereine FC São Paulo, Flamengo Rio de Janeiro und Palmeiras São Paulo sowie Gamba Osaka in Japan. So soll er nach insoweit nicht ganz klarer Quellenlage von 1977 bis 1988 beim FC São Paulo unter Vertrag gestanden haben und absolvierte dort mindestens 130 Spiele, in denen er elf Tore schoss. In diesem Zeitraum gewann Pereyra mit seinem Arbeitgeber 1977 und 1986 die brasilianische Meisterschaft. Viermal wurde er zudem in den Jahren 1980, 1981, 1985 und 1987 Staatsmeister von São Paulo. 1988 sind elf Spiele für Flamengo verzeichnet und im Folgejahr fünf bestrittene Partien mit einem erzielten Treffer in Reihen von Palmeiras. Sein letzter Verein als Spieler war sodann von 1990 bis 1992 Gamba Osaka. Im ersten Jahr seiner Vereinszugehörigkeit wurde er Japanischer Meister.

### Nationalmannschaft
Pereyra wurde mit der uruguayischen Juniorenauswahl bei der Junioren-Südamerikameisterschaft des Jahres 1975 in Peru Südamerikameister. Im Verlaufe des Turniers wurde von Trainer Walter Brienza fünfmal eingesetzt. Ein Tor erzielte er nicht. Pereyra war auch Mitglied der A-Nationalmannschaft Uruguays, für die er zwischen dem 25. Juni 1975 und dem 16. Juni 1986 32 Länderspiele absolvierte. Er erzielte fünf Länderspieltore. Pereyra gehörte dem uruguayischen Aufgebot bei der Copa América 1975 an. Er nahm mit Uruguay zudem an der Weltmeisterschaft 1986 teil. Bei der WM kam er sowohl im Gruppenspiel gegen Schottland als auch im Achtelfinale gegen Argentinien zum Einsatz.

### Erfolge
- Junioren-Südamerikameister: 1975
- 2× Brasilianischer Meister: 1977, 1986
- Japanischer Meister: 1990
- Uruguayischer Meister: 1977
- 4× Staatsmeisterschaft von São Paulo: 1980, 1981, 1985, 1987

## Trainertätigkeit
Nach seiner aktiven Karriere war Pereyra als Trainer tätig. Von April 1997 bis Februar 1998 wirkte er in dieser Funktion beim FC São Paulo. Anfang Oktober 1998 bis Ende Januar 1999 betreute er die Mannschaft des Coritiba FC. Unmittelbar anschließend folgte eine bis Ende 1999 währende Station bei Atlético Mineiro. Im Jahr 2000 wird er zunächst als Trainer des Guarani FC geführt.
Von Anfang Dezember 2000 bis Anfang 2001 hatte er das Traineramt bei Corinthians São Paulo inne, als er durch Vanderlei Luxemburgo ersetzt wurde. Mindestens im Jahr 2003 trainierte Pereyra den Paysandu SC. Andere Quellen führen die Station beim Paysandu SC allerdings für das Jahr 2002. Mitte Juni 2003 bis Mitte Juli 2003 folgte ein kurzzeitiges Engagement bei Grêmio Porto Alegre. Vom 20. Juli 2003 bis Jahresende war Portuguesa sein Arbeitgeber in der Trainerposition.
Von Januar 2013 bis Juni 2013 war er Trainer beim Vila Nova FC. Im Januar 2014 übernahm er die Trainingsleitung bei der Mannschaft des Águia de Marabá FC. Seine dortige Tätigkeit endete im Juni 2014.

## Erfolge
São Paulo
- Staatsmeisterschaft von São Paulo: 1980, 1981, 1985, 1987
- Campeonato Brasileiro de Futebol: 1977, 1986